# Xã Silver Creek, Quận Stephenson, Illinois
Xã Silver Creek (tiếng Anh: Silver Creek Township) là một xã thuộc quận Stephenson, tiểu bang Illinois, Hoa Kỳ. Năm 2010, dân số của xã này là 696 người.